# Associazione Calcio Reggiana 1919 2014-2015
Questa voce raccoglie le informazioni riguardanti l'Associazione Calcio Reggiana 1919 nelle competizioni ufficiali della stagione 2014-2015.

## Stagione
La Reggiana si raduna il 21 luglio 2014 e, dopo le visite mediche di rito, parte per il ritiro di Castelnovo Monti che si conclude il 2 agosto.
La squadra è inserita nel girone B della Lega Pro che a partire da questa stagione torna nel format unico con tre gironi data la cancellazione della seconda divisione. Per la fase eliminatoria della Coppa Italia di Lega Pro, invece, la squadra è inserita nel Girone B con Pavia e Pro Piacenza.
I granata affrontano il 7 agosto, nella prima partita ufficiale della stagione, il Pro Piacenza; partita valida per la prima giornata del girone B di Coppa Italia di Lega Pro. La Reggiana vince l'incontro allo Stadio Garilli di Piacenza (1-0) grazie al gol segnato da Siega all'81º minuto. Il 24 agosto vengono estromessi dalla competizione poiché si piazzano secondi nel girone di qualificazione a causa della sconfitta (1-2) subita dal Pavia capolista.
L'esordio in campionato avviene il 1º settembre sul campo del Forlì con una sconfitta (1-0).
All'ottava giornata grazie alla vittoria in trasferta col Santarcangelo e il pareggio tra SPAL e Teramo i granata si ritrovano primi in classifica, inoltre grazie alle sole 2 reti subite nelle 8 giornate di campionato disputate, risultano essere la difesa meno battuta tra tutti i campionati professionistici italiani.
Il gol subito da Feola la giornata successiva (la nona) all'ottavo minuto della sfida con L'Aquila per opera di Sandomenico, che porta in vantaggio gli ospiti, segna la fine dell'imbattibilità del portiere granata dopo 628 minuti (dal terzo minuto del secondo tempo della partita contro l'Ancona).
Nella partita contro il Teramo il capitano e bandiera della Reggiana Giuseppe Alessi, entrato al diciottesimo del secondo tempo al posto di Federico Angiulli, disputa la sua duecentesima partita con la maglia granata.
Alla sedicesima giornata, i granata si impongono al Città del Tricolore (5-0) sul Savona; la squadra reggiana non vinceva con uno scarto così ampio da oltre 10 anni quando, il 26 settembre 2004, si impose all'allora Stadio Giglio sul Giulianova sempre col risultato di (5-0). Inoltre, coi 3 gol rifilati alla Carrarese e i 4 segnati al Prato nelle due domeniche precedenti, sono 12 le reti realizzate negli ultimi tre incontri; mentre nelle prime 13 giornate ne erano state segnate solamente 9.
Alla quart'ultima giornata i granata, in terza posizione, vengono inaspettatamente sconfitti dal Savona che staziona nella zona Play-out, contemporaneamente la SPAL raggiunge la settima vittoria consecutiva portandosi a soli 4 punti dai granata con il derby tra le due compagini in programma proprio per l'ultima giornata della regular season. C'è quindi la possibilità che questa partita diventi un vero e proprio spareggio per l'accesso ai Play-off. Nella terz'ultima giornata la Reggiana è impegnata in casa contro il fanalino di coda San Marino mentre i ferraresi giocano in trasferta contro una Carrarese non ancora salva matematicamente. A 10 minuti dal termine i granata sono clamorosamente sotto di due reti e sembrano incapaci di reagire, fortunatamente per loro anche la SPAL sta perdendo (1-0); ma con questi risultati c'è la possibilità che anche il Pisa rientri in lotta per il terzo posto. In un finale mozzafiato però entrambi i risultati si ribaltano coi granata che segnano il (3-2) su rigore al 95° (col primo e il secondo gol realizzati all'84° e al 90°) e la SPAL il (2-1) al 93°. La penultima giornata è decisiva: mettendo in conto una vittoria più che probabile della SPAL (giunta all'undicesimo risultato utile consecutiva) in casa contro la Pistoiese, per la Reggiana l'unico risultato possibile per evitare un pericoloso spareggio all'ultima giornata è la vittoria. Al Porta Elisa di Lucca i granata non sbagliano e dopo il gol su rigore di Mirko Bruccini nel primo tempo chiudono la pratica nel secondo con Roberto De Giosa e Bruno Petković (non senza soffrire contro una Lucchese che onora la partita nonostante la mancanza di obiettivi di classifica).
Il turno preliminare dei Play-Off vede la Reggiana giocare in trasferta contro l'Ascoli la partita da "dentro-fuori" che prevede il nuovo regolamento della riformata Lega-Pro. Davanti a quasi diecimila spettatori (700 i reggiani presenti al Del Duca) va in scena una partita mozzafiato; i granata passano in vantaggio a pochi minuti dall'inizio del match grazie ad un rigore che lascia anche in 10 uomini la squadra di casa. In inferiorità numerica però l'Ascoli pareggia e a 10 minuti dal novantesimo segna il gol del (2-1) che eliminerebbe la Reggiana. I granata si gettano in avanti e all'ultimo minuto acciuffano il pari con un gol in mischia di Spanò. Nei supplementari Francesco Ruopolo e poi Luca Giannone fissano il punteggio sul (2-4) finale che consente alla Reggiana di accedere alla semifinale.
Nella doppia sfida semifinale i granata sono accoppiati col Bassano che ha battuto nel preliminare la Juve Stabia ai rigori. All'andata davanti ad una spettacolare cornice di pubblico (oltre 11.000 gli spettatori presenti sugli spalti del Città del Tricolore) l'incontro termina a reti bianche e un legno colpito per parte. Il ritorno si gioca al Mercante di Bassano dove accorrono quasi 1.300 tifosi reggiani (su una capienza totale di 2.900 posti); la partita si sblocca a metà primo tempo quando Pietribiasi approfitta di una punizione battuta veloce che coglie impreparata la difesa reggiana, i granata pareggiano i conti prima dell'intervallo con un tiro da fuori area di Angiulli. Nel secondo tempo l'espulsione di Furlan per doppia ammonizione lascia in dieci i padroni di casa, ma, così come ad Ascoli, la Reggiana non riesce ad approfittarne e anche i supplementari terminano senza reti. I rigori sono fatali, in particolare l'errore della bandiera granata Alessi sul 2-1 che permette a Iocolano di realizzare il penalty del definitivo (3-1) che vale l'accesso alla finale per il Bassano Virtus.

## Divise e sponsor
Il fornitore ufficiale di materiale tecnico per la stagione 2014-2015 è Erreà.
| Casa | Trasferta |

## Organigramma societario
Area direttiva
- Presidente: Alessandro Barilli
- Vice presidente: Sisto Fontanili
- Direttore generale: Raffaele Ferrara
- Responsabili scouting e osservatori: Mariano Armonia

Area organizzativa
- Responsabile organizzativo: Andrea Menozzi
- Magazziniere: Dumitru Iatco

Area comunicazione
- Segreteria generale: Saverio Granato
- Segreteria: William Pinetti, Davide Caprari
- Referente mercato: Marco Bernardi
- Referente progetto accademia: Michele Verduri
- Referente dirigenti accompagnatori: Davide Cocchi

Area tecnica
- Direttore sportivo: Italo Federici
- Allenatore: Alberto Colombo
- Allenatore in seconda: Stefano Balugani
- Respondabile tecnico: Fausto Vezzani
- Preparatore atletico: Carlo Simonelli
- Coordinatore preparatori atletici: Graziano Araldi
- Coordinatore allenatore dei portieri: Andrea Rossi

Area sanitaria
- Responsabile sanitario: Franco Taglia, Giulia D'Apote
- Psicologo: Andrea Menozzi
- Massaggiatori: Emanuele Davoli, Gianfranco Mastini

## Rosa
| N. |                               | Ruolo | Calciatore          |
| -- | ----------------------------- | ----- | ------------------- |
|    | Italia (bandiera)             | P     | Ivano Feola         |
|    | Italia (bandiera)             | P     | Giuseppe Messina    |
|    | Italia (bandiera)             | D     | Cristian Andreoni   |
|    | Italia (bandiera)             | D     | Alberto Cossentino  |
|    | Italia (bandiera)             | D     | Riccardo De Biasi   |
|    | Italia (bandiera)             | D     | Roberto De Giosa    |
|    | Italia (bandiera)             | D     | Gianluca Galullo    |
|    | Senegal (bandiera)            | D     | Ahmed Rassoul Gueye |
|    | Italia (bandiera)             | D     | Daniele Mignanelli  |
|    | Macedonia del Nord (bandiera) | D     | Minel Sabotic       |
|    | Italia (bandiera)             | D     | Alessandro Spanò    |
|    | Italia (bandiera)             | C     | Giuseppe Alessi     |
|    | Italia (bandiera)             | C     | Federico Angiulli   |
|    | Italia (bandiera)             | C     | Lorenzo Bianciardi  |
|    | Italia (bandiera)             | C     | Mirko Bruccini      |
|    | Italia (bandiera)             | C     | Riccardo Ceccarelli |

| N. |                    | Ruolo | Calciatore           |
| -- | ------------------ | ----- | -------------------- |
|    | Italia (bandiera)  | C     | Luca Giannone        |
|    | Italia (bandiera)  | C     | Dario Maltese        |
|    | Italia (bandiera)  | C     | Matteo Messetti      |
|    | Italia (bandiera)  | C     | Cosimo Palumbo       |
|    | Italia (bandiera)  | C     | Andrea Parola        |
|    | Italia (bandiera)  | C     | Francesco Rampi      |
|    | Italia (bandiera)  | C     | Luca Tremolada       |
|    | Italia (bandiera)  | C     | Antonio Junior Vacca |
|    | Italia (bandiera)  | C     | Paolo Zanetti        |
|    | Italia (bandiera)  | A     | Matteo Brunori       |
|    | Croazia (bandiera) | A     | Bruno Petković       |
|    | Italia (bandiera)  | A     | Manuel Ricci         |
|    | Italia (bandiera)  | A     | Francesco Ruopolo    |
|    | Italia (bandiera)  | A     | Nicholas Siega       |
|    | Italia (bandiera)  | A     | Davide Sinigaglia    |
|    | Italia (bandiera)  | A     | Simone Vernocchi     |

## Calciomercato

### Sessione estiva(dall'1/7 al 2/9)
| Acquisti         | Acquisti            | Acquisti     | Acquisti                         |
| R.               | Nome                | da           | Modalità                         |
| ---------------- | ------------------- | ------------ | -------------------------------- |
| P                | Ivano Feola         | Pro Patria   | Definitivo                       |
| P                | Giuseppe Messina    | Catania      | Prestito                         |
| P                | Andrea Sala         | Pro Patria   | Definitivo                       |
| D                | Cristian Andreoni   | Pro Patria   | Definitivo                       |
| D                | Alberto Cossentino  | Torres       | Fine Prestito                    |
| D                | Riccardo De Biasi   | Pro Patria   | Definitivo                       |
| D                | Ahmed Rassoul Gueye | Juventus     | Prestito                         |
| D                | Daniele Mignanelli  | Pro Patria   | Definitivo                       |
| D                | Erik Panizzi        | SPAL         | Risoluzione Compartecipazione    |
| D                | Marcello Possenti   | Atalanta     | Risoluzione Compartecipazione    |
| D                | Minel Sabotic       | Correggese   | Definitivo                       |
| D                | Federico Scappi     | Chievo       | Risoluzione Compartecipazione    |
| D                | Alessandro Spanò    | Pro Patria   | Definitivo                       |
| C                | Federico Angiulli   | Avellino     | Definitivo                       |
| C                | Matteo Arati        | Bassano      | Fine Prestito                    |
| C                | Mirko Bruccini      | Pro Patria   | Definitivo                       |
| C                | Luca Giannone       | Pro Patria   | Definitivo                       |
| C                | Dario Maltese       | Latina       | Prestito con diritto di riscatto |
| C                | Cosmo Palumbo       | svincolato   |                                  |
| C                | Luca Tremolada      | Varese       | Prestito                         |
| A                | Manuel Ricci        | svincolato   |                                  |
| A                | Pasquale Scielzo    | Darfo Boario | Fine Prestito                    |
| A                | Nicholas Siega      | Pro Patria   | Definitivo                       |
| A                | Davide Sinigaglia   | Monza        | Definitivo                       |
| Altre operazioni |                     |              |                                  |
| D                | Giangiacomo Magnani | Padova       | Fine Prestito                    |
| D                | Lorenzo Moretti     | Pro Patria   | Definitivo                       |
| C                | Stefano Barilli     | Juventus     | Prestito                         |
| C                | Aimen Bouhali       | Genoa        | Fine Prestito                    |
| C                | Riccardo Ceccarelli | Chievo       | Definitivo                       |
| A                | Enrico Bernasconi   | Pro Patria   | Definitivo                       |
| A                | Enrico Boschi       | Inter        | Definitivo                       |

| Cessioni         | Cessioni            | Cessioni             | Cessioni                         |
| R.               | Nome                | a                    | Modalità                         |
| ---------------- | ------------------- | -------------------- | -------------------------------- |
| P                | Andrea Sala         | Ternana              | Prestito                         |
| P                | Lukáš Zima          | Genoa                | Fine Prestito                    |
| D                | Andrea Bandini      | Bologna              | Fine Prestito                    |
| D                | Paolo Dametto       | Parma                | Fine Prestito                    |
| D                | Erik Panizzi        | Pro Patria           | Definitivo                       |
| D                | Marcello Possenti   | Pordenone            | Prestito                         |
| D                | Federico Scappi     | Chievo               | Fine Prestito                    |
| D                | Federico Scappi     | Pol. Lentigione 1946 | Definitivo                       |
| D                | Matteo Solini       | Chievo               | Fine Prestito                    |
| D                | Andrea Zanchi       | Perugia              | Fine Prestito                    |
| C                | Matteo Arati        | Pro Patria           | Definitivo                       |
| C                | Lorenzo Bianciardi  | Pro Patria           | Prestito                         |
| C                | Nicolas Bovi        | Pro Patria           | Prestito                         |
| C                | Michele Cavion      | Juventus             | Fine Prestito                    |
| C                | Filippo Fondi       | Chievo               | Fine Prestito                    |
| C                | Luca Giannone       | Bologna              | Prestito con diritto di riscatto |
| C                | Francesco Rampi     | Monza                | Prestito                         |
| A                | Valerio Anastasi    | Chievo               | Risoluzione Compartecipazione    |
| A                | Davide Cais         | Atalanta             | Fine Prestito                    |
| A                | Elio De Silvestro   | Juventus             | Fine Prestito                    |
| Altre operazioni |                     |                      |                                  |
| D                | Giangiacomo Magnani |                      | Rescissione Consensuale          |
| D                | Mario Ierardi       | Genoa                | Prestito con diritto di riscatto |
| C                | Stefano Barilli     | Juventus             | Definitivo                       |
| C                | Aimen Bouhali       | Correggese           | Prestito                         |
| C                | Riccardo Geti       | Modena               | Definitivo                       |
| C                | Andrea Lamia        | Carpi                | Definitivo                       |
| A                | Matteo Rizzi        | Inter                | Prestito                         |
| A                | Amarildo Sula       | Lazio                | Definitivo                       |

### Sessione invernale(dal 03/01 al 31/01)
| Acquisti         | Acquisti             | Acquisti   | Acquisti                         |
| R.               | Nome                 | da         | Modalità                         |
| ---------------- | -------------------- | ---------- | -------------------------------- |
| D                | Gianluca Galullo     | San Severo | Prestito con diritto di riscatto |
| D                | Erik Panizzi         | Pro Patria | Definitivo                       |
| D                | Marcello Possenti    | Pordenone  | Fine prestito                    |
| C                | Lorenzo Bianciardi   | Pro Patria | Fine prestito                    |
| C                | Luca Giannone        | Bologna    | Fine prestito                    |
| C                | Matteo Messetti      | Chievo     | Prestito biennale                |
| C                | Francesco Rampi      | Pro Patria | Fine Prestito                    |
| C                | Antonio Junior Vacca | Catanzaro  | Definitivo                       |
| A                | Bruno Petković       | Catania    | Prestito con diritto di riscatto |
| Altre operazioni |                      |            |                                  |
| P                | Francesco Graziano   | Palermo    | Prestito con diritto di riscatto |
| D                | Derek Medina Armas   | Arucas CF  | Definitivo                       |

| Cessioni         | Cessioni           | Cessioni      | Cessioni                |
| R.               | Nome               | a             | Modalità                |
| ---------------- | ------------------ | ------------- | ----------------------- |
| D                | Alberto Cossentino |               | Rescissione consensuale |
| D                | Erik Panizzi       | Pro Patria    | Prestito                |
| D                | Marcello Possenti  | Santarcangelo | Prestito                |
| C                | Cosimo Palumbo     | Pro Patria    | Definitivo              |
| A                | Matteo Brunori     | Pro Patria    | Definitivo              |
| A                | Davide Sinigaglia  | Giana Erminio | Prestito                |
| Altre operazioni |                    |               |                         |
| C                | Filippo Magri      | Ravenna       | Prestito                |

### Operazioni esterne alle sessioni
| Acquisti         | Acquisti         | Acquisti         | Acquisti         |
| R.               | Nome             | da               | Modalità         |
| Altre operazioni | Altre operazioni | Altre operazioni | Altre operazioni |
| ---------------- | ---------------- | ---------------- | ---------------- |
| A                | Manuel Guillari  | svincolato       |                  |

| Cessioni         | Cessioni      | Cessioni | Cessioni |
| R.               | Nome          | a        | Modalità |
| ---------------- | ------------- | -------- | -------- |
| C                | Paolo Zanetti | Ritiro   |          |
| Altre operazioni |               |          |          |

## Risultati

### Lega Pro

#### Girone di andata
| Arbitro: | Baroni (Firenze) |

|             |           |  |
| Docente 23’ | Marcatori |  |

| Arbitro: | Candeo (Este) |

|                               |           |             |
| Ruopolo 64’ Mallus 65’ (aut.) | Marcatori | 48’ Tavares |

| Grosseto 13 settembre 2014, ore 15:00 CEST 3ª giornata | Grosseto                  | 0 – 0 referto | Reggiana | Stadio Carlo Zecchini (978 spett.)\| Arbitro: \| Lacagnina (Caltanissetta) \| |
| Arbitro:                                               | Lacagnina (Caltanissetta) |               |          |                                                                               |

| Arbitro: | Andrea Tardino (Milano) |

|             |           |  |
| Palumbo 78’ | Marcatori |  |

| Pisa 20 settembre 2014, ore 17:00 CEST 5ª giornata | Pisa                    | 0 – 0 referto | Reggiana | Stadio Arena Garibaldi - Romeo Anconetani (5.653 spett.)\| Arbitro: \| Paolini (Ascoli Piceno) \| |
| Arbitro:                                           | Paolini (Ascoli Piceno) |               |          |                                                                                                   |

| Pontedera 28 settembre 2014, ore 18:00 CEST 6ª giornata | Pontedera        | 0 – 0 referto | Reggiana | Stadio Ettore Mannucci (767 spett.)\| Arbitro: \| Balice (Termoli) \| |
| Arbitro:                                                | Balice (Termoli) |               |          |                                                                       |

| Arbitro: | Bertani (Pisa) |

|           |           |  |
| Spanò 88’ | Marcatori |  |

| Arbitro: | Pellagatti (Arezzo) |

|  |           |           |
|  | Marcatori | 34’ Siega |

| Arbitro: | Melidoni (Frattamaggiore) |

|              |           |                |
| Bruccini 55’ | Marcatori | 8’ Sandomenico |

| Arbitro: | Lanza (Nichelino) |

|                            |           |  |
| Ruopolo 51’ Sinigaglia 59’ | Marcatori |  |

| Arbitro: | Cifelli (Campobasso) |

|                                                |           |               |
| M. Mancosu 29’ Regolanti 42’ Loviso 73’ (rig.) | Marcatori | 36’ Tremolada |

| Arbitro: | Illuzzi (Molfetta) |

|  |           |                       |
|  | Marcatori | 30’ Pirrone 72’ Addae |

| Arbitro: | Caso (Verona) |

|               |           |  |
| A. Bucchi 10’ | Marcatori |  |

| Arbitro: | Amoroso (Paola) |

|                                                     |           |  |
| Angiulli 29’ Tremolada 42’ Siega 73’ Sinigaglia 89’ | Marcatori |  |

| Arbitro: | Mainardi (Bergamo) |

|           |           |                                       |
| Berra 45’ | Marcatori | 9’, 90+4’ Ruopolo 23’ (rig.) Bruccini |

| Arbitro: | Dionisi (L'Aquila) |

|                                                                   |           |  |
| Siega 11’ Bruccini 13’ Alessi 48’ (rig.) Angiulli 54’ Maltese 69’ | Marcatori |  |

| Arbitro: | Capilungo (Lecce) |

|                                                    |           |                                          |
| La Mantia 6’, 70’ Coto 35’ Juan Cruz 55’ Sensi 59’ | Marcatori | 14’ Alessi 38’ Ruopolo 44’, 60’ Angiulli |

| Arbitro: | Massimi (Termoli) |

|           |           |              |
| Spanò 24’ | Marcatori | 18’ Lo Sicco |

| Arbitro: | Martinelli (Roma) |

|  |           |           |
|  | Marcatori | 43’ Siega |

#### Girone di ritorno
| Arbitro: | Prontera (Bologna) |

|                    |           |  |
| Fantini 18’ (aut.) | Marcatori |  |

| Arbitro: | Di Ruberto (Nocera Inferiore) |

|                         |           |  |
| Paponi 58’ G. Tulli 68’ | Marcatori |  |

| Arbitro: | Perotti (Legnano) |

|              |           |  |
| Bruccini 29’ | Marcatori |  |

| Arbitro: | Rapuano (Rimini) |

|  |           |                                                     |
|  | Marcatori | 27’ Giannone 38’ Mignanelli 56’ Maltese 59’ Ruopolo |

| Arbitro: | Marini (Roma) |

|              |           |              |
| Petković 83’ | Marcatori | 73’ Misuraca |

| Arbitro: | Tardino (Milano) |

|                           |           |  |
| Angiulli 55’ Giannone 70’ | Marcatori |  |

| Arbitro: | Giovani (Grosseto) |

|                               |           |  |
| Alessandro 5’ (rig.) Sall 10’ | Marcatori |  |

| Arbitro: | Vesprini (Macerata) |

|             |           |           |
| Ruopolo 55’ | Marcatori | 71’ Obeng |

| Arbitro: | Morreale (Roma) |

|  |           |             |
|  | Marcatori | 10’ Ruopolo |

| Arbitro: | Amoroso (Paola) |

|              |           |            |
| Tempesti 51’ | Marcatori | 7’ Ruopolo |

| Arbitro: | Mastrodonato (Molfetta) |

|                       |           |               |
| Ruopolo 50’, 62’, 75’ | Marcatori | 10’ Casiraghi |

| Arbitro: | Fiore (Barletta) |

|                  |           |               |
| Vacca 28’ (aut.) | Marcatori | 4’ Mignanelli |

| Reggio Emilia 28 marzo 2015, ore 19:30 CEST 32ª giornata | Reggiana             | 0 – 0 referto | Teramo | Mapei Stadium - Città del Tricolore (5.951 spett.)\| Arbitro: \| Dei Giudici (Latina) \| |
| Arbitro:                                                 | Dei Giudici (Latina) |               |        |                                                                                          |

| Arbitro: | Serra (Torino) |

|             |           |           |
| Bocalon 73’ | Marcatori | 72’ Spanò |

| Arbitro: | Melidoni (Frattamaggiore) |

|                                       |           |  |
| Petkovic 58’ Ruopolo 86’ Giannone 90’ | Marcatori |  |

| Arbitro: | Baldicchi (Città di Castello) |

|                 |           |  |
| Iv. Marconi 56’ | Marcatori |  |

| Arbitro: | Proietti (Terni) |

|                                                 |           |                           |
| M. Ricci 84’ Angiulli 90’ Petkovic 90+6’ (rig.) | Marcatori | 27’ Musetti 66’ Juan Cruz |

| Arbitro: | Ranaldi (Tivoli) |

|  |           |                                              |
|  | Marcatori | 8’ (rig.) Bruccini 77’ De Giosa 83’ Petkovic |

| Arbitro: | Bichisecchi (Livorno) |

|  |           |                        |
|  | Marcatori | 11’ Gentile 72’ Zigoni |

#### Play-off
| Arbitro: | Morreale (Roma) |

|                              |           |                                                            |
| Pelagatti 14’ Mustacchio 81’ | Marcatori | 10’ Bruccini (rig.) 90+2’ Spanò 104’ Ruopolo 111’ Giannone |

#### Semifinale
| Reggio Emilia 24 maggio 2015, ore 18:00 CEST Andata | Reggiana            | 0 – 0 referto | Bassano Virtus | Mapei Stadium - Città del Tricolore (9.830 spett.)\| Arbitro: \| Di Martino (Teramo) \| |
| Arbitro:                                            | Di Martino (Teramo) |               |                |                                                                                         |

| Arbitro: | Guccini (Albano Laziale) |

|                                          |                      |                                   |
| Pietribiasi 20’                          | Marcatori            | 41’ Angiulli                      |
| Davì Toninelli Semenzato Priola Iocolano | Tiri di rigore 3 – 1 | Bruccini Parola Mignanelli Alessi |

### Coppa Italia di Lega Pro

#### Fase a Gironi
| Arbitro: | Mancini (Fermo) |

|  |           |           |
|  | Marcatori | 81’ Siega |

| Arbitro: | De Angeli (Abbiategrasso) |

|          |           |                                |
| Siega 7’ | Marcatori | 38’ Ferretti 69’ (rig.) Soncin |

## Classifica finale
|  |    | Lega Pro girone B 2014-2015 | Pt | G  | V  | N  | P | GF | GS | DR  |
|  | -- | --------------------------- | -- | -- | -- | -- | - | -- | -- | --- |
|  | 3. | Reggiana                    | 65 | 38 | 18 | 11 | 9 | 53 | 31 | +22 |

### Play-Off
| PRELIMINARE | Risultato   |          | Luogo e data                  |  |
| ----------- | ----------- | -------- | ----------------------------- |  |
| Ascoli      | 2 - 4 (dts) | Reggiana | Ascoli Piceno, 17 maggio 2015 |  |

| SEMIFINALE | Risultati       |          | Luogo e data                       |  |
| ---------- | --------------- | -------- | ---------------------------------- |  |
| Reggiana   | 0 - 0           | Bassano  | Reggio Emilia, 24 maggio 2015      |  |
|            |                 |          |                                    |  |
| Bassano    | 1 - 1 (4-2 dcr) | Reggiana | Bassano del Grappa, 31 maggio 2015 |  |

## Statistiche

### Statistiche di squadra
| Competizione          | Punti | In casa | In casa | In casa | In casa | In casa | In casa | In trasferta | In trasferta | In trasferta | In trasferta | In trasferta | In trasferta | Totale | Totale | Totale | Totale | Totale | Totale | DR  |
| Competizione          | Punti | G       | V       | N       | P       | Gf      | Gs      | G            | V            | N            | P            | Gf           | Gs           | G      | V      | N      | P      | Gf     | Gs     | DR  |
| --------------------- | ----- | ------- | ------- | ------- | ------- | ------- | ------- | ------------ | ------------ | ------------ | ------------ | ------------ | ------------ | ------ | ------ | ------ | ------ | ------ | ------ | --- |
| Lega Pro              | 65    | 19      | 12      | 5       | 2       | 32      | 12      | 19           | 6            | 6            | 7            | 21           | 19           | 38     | 18     | 11     | 9      | 53     | 31     | +22 |
| Coppa Italia Lega Pro | -     | 1       | 0       | 0       | 1       | 1       | 2       | 1            | 1            | 0            | 0            | 1            | 0            | 2      | 1      | 0      | 1      | 2      | 2      | 0   |
| Totale                | -     | 20      | 12      | 5       | 3       | 33      | 14      | 20           | 7            | 6            | 7            | 22           | 19           | 40     | 19     | 11     | 10     | 55     | 33     | +22 |

### Andamento in campionato
| Giornata  | 1  | 2 | 3 | 4 | 5 | 6 | 7 | 8 | 9 | 10 | 11 | 12 | 13 | 14 | 15 | 16 | 17 | 18 | 19 | 20 | 21 | 22 | 23 | 24 | 25 | 26 | 27 | 28 | 29 | 30 | 31 | 32 | 33 | 34 | 35 | 36 | 37 | 38 |
| --------- | -- | - | - | - | - | - | - | - | - | -- | -- | -- | -- | -- | -- | -- | -- | -- | -- | -- | -- | -- | -- | -- | -- | -- | -- | -- | -- | -- | -- | -- | -- | -- | -- | -- | -- | -- |
| Luogo     | T  | C | T | C | T | T | C | T | C | C  | T  | C  | T  | C  | T  | C  | T  | C  | T  | C  | T  | C  | T  | C  | C  | T  | C  | T  | T  | C  | T  | C  | T  | C  | T  | C  | T  | C  |
| Risultato | P  | V | N | V | N | N | V | V | N | V  | P  | P  | P  | V  | V  | V  | P  | N  | V  | V  | P  | V  | V  | N  | V  | P  | N  | V  | N  | V  | N  | N  | N  | V  | P  | V  | V  | P  |
| Posizione | 15 | 8 | 9 | 5 | 7 | 7 | 5 | 1 | 3 | 1  | 3  | 5  | 8  | 4  | 4  | 2  | 4  | 5  | 3  | 2  | 5  | 3  | 2  | 3  | 3  | 3  | 3  | 3  | 3  | 3  | 3  | 3  | 3  | 3  | 3  | 3  | 3  | 3  |

Fonte:  Serie C - Statistiche, su lega-pro.com, Lega Pro.
Legenda:

Luogo: C = Casa; T = Trasferta. Risultato: R = Rinviata; V = Vittoria; N = Pareggio; P = Sconfitta.

### Statistiche dei giocatori
| Giocatore     | Lega Pro | Lega Pro | Lega Pro    | Lega Pro   | Coppa Italia Lega Pro | Coppa Italia Lega Pro | Coppa Italia Lega Pro | Coppa Italia Lega Pro | Totale   | Totale | Totale      | Totale     |
| Giocatore     | Presenze | Reti     | Ammonizioni | Espulsioni | Presenze              | Reti                  | Ammonizioni           | Espulsioni            | Presenze | Reti   | Ammonizioni | Espulsioni |
| ------------- | -------- | -------- | ----------- | ---------- | --------------------- | --------------------- | --------------------- | --------------------- | -------- | ------ | ----------- | ---------- |
| G. Alessi     | 21       | 2        | 0           | 0          | 2                     | 0                     | 2                     | 0                     | 23       | 2      | 2           | 0          |
| C. Andreoni   | 37       | 0        | 6           | 0          | 2                     | 0                     | 1                     | 0                     | 39       | 0      | 7           | 0          |
| F. Angiulli   | 35       | 6        | 4           | 0          | 2                     | 0                     | 0                     | 0                     | 37       | 6      | 4           | 0          |
| L. Bianciardi | 1        | 0        | 0           | 0          | -                     | -                     | -                     | -                     | 1        | 0      | 0           | 0          |
| M. Bruccini   | 26       | 5        | 3           | 0          | 2                     | 0                     | 0                     | 0                     | 28       | 5      | 3           | 0          |
| M. Brunori    | 3        | 0        | 0           | 0          | 1                     | 0                     | 0                     | 0                     | 4        | 0      | 0           | 0          |
| R. Ceccarelli | 2        | 0        | 1           | 0          | -                     | -                     | -                     | -                     | 2        | 0      | 1           | 0          |
| A. Cossentino | -        | -        | -           | -          | -                     | -                     | -                     | -                     | -        | -      | -           | -          |
| R. De Biasi   | 1        | 0        | 1           | 0          | -                     | -                     | -                     | -                     | 1        | 0      | 1           | 0          |
| R. De Giosa   | 14       | 1        | 5           | 0          | 2                     | 0                     | 0                     | 0                     | 16       | 1      | 5           | 0          |
| I. Feola      | 35       | -25      | 1           | 1          | 2                     | -2                    | 0                     | 0                     | 37       | -27    | 1           | 1          |
| G. Galullo    | -        | -        | -           | -          | -                     | -                     | -                     | -                     | -        | -      | -           | -          |
| L. Giannone   | 12       | 3        | 0           | 0          | -                     | -                     | -                     | -                     | 12       | 3      | 0           | 0          |
| A.R. Gueye    | 6        | 0        | 1           | 0          | -                     | -                     | -                     | -                     | 6        | 0      | 1           | 0          |
| D. Maltese    | 25       | 2        | 1           | 1          | 1                     | 0                     | 0                     | 0                     | 26       | 2      | 1           | 1          |
| M. Messetti   | 12       | 0        | 1           | 0          | -                     | -                     | -                     | -                     | 12       | 0      | 1           | 0          |
| G. Messina    | 4        | -6       | 0           | 0          | 0                     | 0                     | 0                     | 0                     | 4        | -6     | 0           | 0          |
| D. Mignanelli | 35       | 2        | 7           | 1          | 2                     | 0                     | 0                     | 0                     | 37       | 2      | 7           | 1          |
| C. Palumbo    | 11       | 1        | 1           | 0          | -                     | -                     | -                     | -                     | 11       | 1      | 1           | 0          |
| A. Parola     | 23       | 0        | 5           | 0          | 1                     | 0                     | 0                     | 0                     | 24       | 0      | 5           | 0          |
| B. Petković   | 15       | 4        | 1           | 0          | -                     | -                     | -                     | -                     | 15       | 4      | 1           | 0          |
| F. Rampi      | 5        | 0        | 0           | 0          | 1                     | 0                     | 0                     | 0                     | 6        | 0      | 0           | 0          |
| M. Ricci      | 8        | 1        | 3           | 0          | 1                     | 0                     | 0                     | 0                     | 9        | 1      | 3           | 0          |
| F. Ruopolo    | 35       | 13       | 3           | 0          | 2                     | 0                     | 0                     | 0                     | 37       | 13     | 3           | 0          |
| M. Sabotic    | 28       | 0        | 8           | 0          | 0                     | 0                     | 0                     | 0                     | 28       | 0      | 8           | 0          |
| N. Siega      | 34       | 4        | 6           | 0          | 2                     | 2                     | 0                     | 0                     | 36       | 6      | 6           | 0          |
| D. Sinigaglia | 21       | 2        | 1           | 0          | 2                     | 0                     | 1                     | 0                     | 23       | 2      | 2           | 0          |
| A. Spanò      | 35       | 3        | 3           | 0          | 0                     | 0                     | 0                     | 0                     | 35       | 3      | 3           | 0          |
| L. Tremolada  | 23       | 2        | 0           | 0          | -                     | -                     | -                     | -                     | 23       | 2      | 0           | 0          |
| A.J. Vacca    | 15       | 0        | 4           | 0          | -                     | -                     | -                     | -                     | 15       | 0      | 4           | 0          |
| S. Vernocchi  | 2        | 0        | 0           | 0          | 1                     | 0                     | 0                     | 0                     | 3        | 0      | 0           | 0          |
| P. Zanetti    | 3        | 0        | 1           | 0          | 2                     | 0                     | 0                     | 0                     | 5        | 0      | 1           | 0          |